# レクイエム (デュリュフレ)

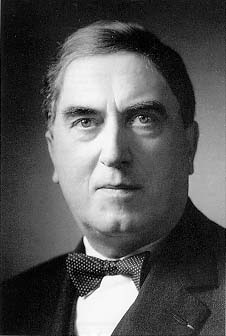
モーリス・デュリュフレ（1962年頃）

モーリス・デュリュフレの『レクイエム』作品9は、楽譜出版社デュランの依嘱により1947年に作曲された宗教曲。混声合唱およびメゾソプラノ独唱とバリトン独唱のために作曲されており、伴奏はフルオーケストラ版、オルガン版（オルガンと任意のチェロ独奏）、室内オーケストラ版（1961年）の3種が存在する。

## 概要

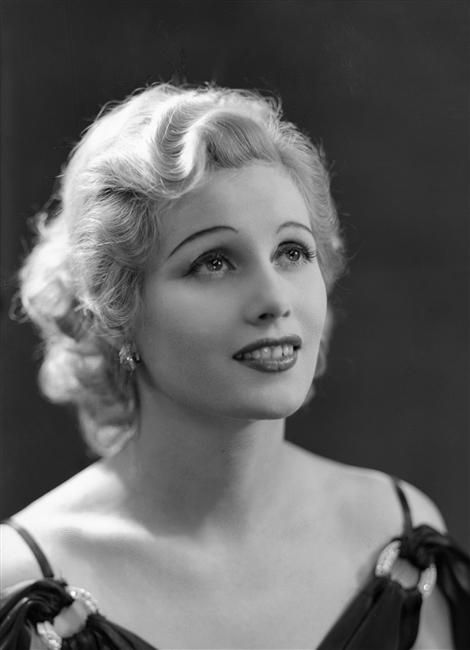
初演に参加したエレーヌ・ブヴィエ

依頼が舞い込んできたとき、デュリュフレはグレゴリオ聖歌を主題とする『オルガン組曲』の作曲に取り組んでいた。それでデュリュフレは、『組曲』のためのスケッチを『レクイエム』の作曲に転用しており、グレゴリオ聖歌の『死者のためにミサ曲』からも多くの主題を用いている。主題の素材のほとんどがグレゴリオ聖歌に由来すると言っても過言でない。
楽譜の冒頭には「父の霊」に献じられたことが明記されている。初演は1947年 11月2日にエレーヌ・ブヴィエとカミーユ・モラーヌの独唱でパリのサル・ガヴォーにてロジェ・デゾルミエールの指揮のもとフランス国立管弦楽団によって行われた。本作の大きな特徴のひとつはフォーレの『レクイエム』（1887年）と多くの類似点が見られ、曲の構成についてはフォーレの構成をほとんど踏襲している。すなわち、デュリュフレはフォーレと同様に『死者のためのミサ』で最も名高い経文「怒りの日」には曲付けしておらず、フォーレと同様により穏やかでより瞑想的な経文「われを解き放ちたまえ」（Libera me）と「天国へ」（In Paradisum）を付け加えている。ただし、曲数はフォーレが7曲で、デュリュフレが9曲となっているが、フォーレが「入祭唱とキリエ」と「アニュス・デイと聖体拝領唱」を各々ひとつにまとめているのに対して、デュリュフレは独立させているからである。また、編成面でもデュリュフレはフォーレを模したと考えられる。メゾソプラノとバリトンと混声合唱と管弦楽およびオルガンという基本的な構成はフォーレと同一である。一方、デュリュフレの『レクイエム』の最も顕著な特徴はグレゴリオ聖歌やルネサンス音楽の影響である。全曲の導入部分を含む多くの楽章（例えばサンクトゥスやアニュス・デイなど）で、グレゴリオ聖歌の『レクイエム』からのメロディの引用が見られ、それらの引用がデュリュフレ流の高度に洗練されたフランス和声や対位法により彩られている。また、フォーレはフォルティッシモの使用を意識的に避けていたが、デュリュフレはピアニッシモからフォルティッシモの音量の幅を使いドラマティックな効果を作り出している。『ラルース世界音楽事典』によれば「本作はフォーレ、そしておそらくはブラームスの〈慰めの〉美学をもち、劇性を排したレクイエムを巧みに踏襲している」ということである。
なお、メゾソプラノ独唱は、第5楽章の「慈しみ深きイエスよ Pie Jesu」において、バリトン独唱は第3楽章「主なる救世主イエス Domine Jesu Christe」と第8楽章「われを解き放ちたまえ Libera me」において歌唱する。
第5楽章「Pie Jesu」からの一部抜粋は、1995年にマイケル・ジャクソンが発表したアルバム『ヒストリー パスト、プレズント・アンド・フューチャー ブック1』ディスク2の第14曲「リトル・スージー」（Little Susie）に使用されたことがある。。

## 構成
Ⅰ．イントロイトゥス（入祭唱）：Introit (Requiem Aeternam)
エオリア旋法で書かれている。男声のユニゾンで歌われるグレゴリオ聖歌に、女声のユニゾンが母音唱法で応える形で始まる。
Ⅱ． キリエ ：Kyrie eleison
グレゴリオ聖歌の旋律で始まり、それの対位法的処理に終始する。
Ⅲ．奉献唱「主イエス・キリスト」：Offertory (Domine Jesu Christe)
不協和音を伴う前奏で始まる。その後、低音でこの部分のグレゴリオ聖歌の動機が予示するように現れる。4部合唱に移り、「願わくば救いたまえ」（Libera eas）の訴えが力を込めて反復され、フォルティッシモのクライマックスとなる。その後、音楽はモデラートの落ち着きを取り戻し、冒頭と同じ動機による間奏に続いて後半が始まる。後半部は力強く峻烈なドラマとはうって変わり、清らかな祈りがソプラノ合唱、ソプラノとアルトの合唱、バリトンの独唱によって続けられ、最後は消え入るように終わる。この楽章にはデュリュフレの戦争体験が反映していると見られる。
Ⅳ．サンクトゥス - ベネディクトゥス ：Sanctus – Benedictus
全曲中最も清純な美しさを持った部分で、2つのパートに別れたソプラノとアルトの合唱がアルペッジョの伴奏音型の上で歌い始める。合唱は「いと高き天にホザンナ」（Hosanna in excelsis）の叫びで頂点を迎えたのち、冒頭と同一の楽想による「ベネディクトゥス」（Benedictus）に移行する。
Ⅴ．ピエ・イェズ「慈しみ深きイエスよ」：Pie Jesu
メゾソプラノ独唱に任意でオブリガート奏法によるチェロ独奏が加わる。簡素な書法による慎ましやかな旋律により死者の安息を願う。
Ⅵ．アニュス・デイ「神の小羊」：Agnus Dei
穏やかな祈りが続けられる。アルトの合唱が極めて音域の狭い旋律を歌い、次第に4部合唱へと進む。最後はピアニッシモで「永遠に安息を与え給え」と余韻を残すように終わる。
Ⅶ．ルクス・エテルナ「聖体拝領唱」「永遠の光」：Communion (Lux aeterna)
短い前奏の後、ソプラノ合唱が他のパートによるハミングに支えられて歌い始める。これに旋律的要素が無く朗唱的な部分が交代するように現れる。
Ⅷ．リベラ・メ「われを解き放ちたまえ」：Libera me
管楽器の強奏に始まり、バスの合唱は順次4部合唱に拡大され、力強い叫びに近い祈りとなる。「私は恐れおののき」からはバリトン独唱が登場する。後半はバスの合唱により「怒りの日」（Dies irae）が歌われるが、すぐに4部合唱が同じテキストを劇的に歌う。
Ⅸ．イン・パラディズム 「楽園へ」：In Paradisum
この部分は本来はミサ曲の一部ではなく、死者の棺を埋葬する時に用いられる赦祷文に作曲したものであったが、フォーレ同様『レクイエム』の最後に置かれている。心休まる透明感に満ちた楽章で、浮き上がるような美しいハーモニーに乗ってソプラノがグレゴリオ聖歌の美しい旋律を歌い、やがて合唱の他のパートが加わり、7声部となって、死者の永遠の安息を願うテキストを静かに響かせながら、全曲が閉じられる。

## 編成
- 声楽: メゾソプラノ、バリトン、混声合唱

### フルオーケストラ版
- 木管楽器:フルート2、ピッコロ、オーボエ （第2オーボエは第2コーラングレと持ち替え）2、コーラングレ 2、クラリネット2、バスクラリネット、ファゴット2
- 金管楽器:ホルン4、トランペット3、 トロンボーン3、チューバ
- 打楽器:ティンパニ、シンバル、 大太鼓 、タムタム
- その他:弦五部、ハープ、オルガン、チェレスタ

### 室内オーケストラ版
- トランペット3、ティンパニ、ハープ、オルガン、弦楽合奏（オルガンパートは、オルガンのみの伴奏版のものとは異なる）

## 演奏時間
約40分

## 主な録音
| 年   | メゾ・ソプラノ バリトン オルガン                                                 | 指揮者 管弦楽団 合唱団 | レーベル                                                                      |
| ---- | -------------------------------------------------------------------------------- | --- | ----------------------------------------------------------------------------- |
| 1959 | エレーヌ・ブヴィエ グザビエ・ドゥプラ マリー＝マドレーヌ・シュヴァリエ           | モーリス・デュリュフレ コンセール・ラムルー フィリップ・カイヤール合唱団                                                  | CD: Erato ASIN: B0000651XS                                                    |
| 1974 | ロバート・キング クリストファー・ケイト スティーヴン・クレオバリー               | ジョージ・ゲスト ケンブリッジ・セント・ジョンズ・カレッジ聖歌隊                                                           | CD: DECCA ASIN: B00000420Y 合唱とオルガン、チェロ版                           |
| 1979 | サラ・コノリー クリストファー・マルトマン ジェレミー・フィルセル                 | ジェレミー・バックハウス ヴァサーリ・シンガーズ ロバート・コーエン（チェロ）                                              | CD: Signum Uk ASIN: B000026CYL 合唱とオルガン、チェロ版                       |
| 1980 | ジャネット・ベイカー スティーヴン・ロバーツ ジョン・ウェルス                     | フィリップ・レッジャー ケンブリッジ・キングズ・カレッジ合唱団 ティム・ヒュー (チェロ)                                     | CD: EMI ASIN: B07JYQNL9D 合唱とオルガン、チェロ版                             |
| 1984 | テレサ・ベルガンサ ジョゼ・ヴァン・ダム フィリップ・コルボ                       | ミシェル・コルボ コロンヌ管弦楽団 パリ・オディテ・ノヴァ・声楽アンサンブル コロンヌ合唱団                                 | CD: Erato ASIN: B004YSDMXQ                                                    |
| 1992 | パウラ・ホフマン ペーテル・マッティ マティアス・ヴァイェル                       | ゲイリー・グラーデン 聖ヤコブ室内合唱団 エレメール・ラヴォタ(チェロ)                                                      | CD: キングレコード ASIN: B0741DYL89 合唱とオルガン、チェロ版                  |
| 1993 | ジェニファー・ラーモア トーマス・ハンプソン                                      | ミシェル・ルグラン フィルハーモニア管弦楽団 アンブロジアン・シンガーズ                                                    | CD: TELDEC ASIN: B01K8NT5U4                                                   |
| 1994 | ベアトリス・ユリア=モンゾン ディデイエ・アンリ エリック・ルブラン                | ミシェル･ピケマル シテ島管弦楽団 ミシェル･ピケマル･声楽･アンサンブル                                                      | CD: Naxos ASIN: B00005F4L6                                                    |
| 1995 | ジャクリーヌ・メイユール ミシェル･ピケマル ニコラ・ピン                          | ダニエル・ヴァルギエ ルーアン室内合唱団 フレデリック・デュピュイ(チェロ)                                                  | CD: Solstice ASIN: B00004S1KZ 合唱とオルガン、チェロ版                        |
| 1998 | カトリーヌ・カルダン ジャン＝ルイ・セル ヴァンサン・ヴァルニエ                   | ジャン・スーリス ジャン・スーリス・声楽・アンサンブル                                                                     | CD: Syrius ASIN: B00004VL94 オルガン伴奏版                                    |
| 1998 | チェチーリア・バルトリ ブリン・ターフェル                                        | チョン・ミョンフン ローマ聖チェチーリア国立音楽院管弦楽団 ローマ聖チェチーリア音楽院合唱団                                | CD: DEUTSCHE GRAMMOPHON ASIN: B00000IX71                                      |
| 1998 | アン・マレー トマス・アレン トーマス・トロッター                                 | マシュー・ベスト イギリス室内管弦楽団 コリドン・シンガーズ                                                                | CD: HYPERION ASIN: B01G653YP0                                                 |
| 1999 | アンネ・ゾフィー・フォン・オッター トーマス・ハンプソン マリー＝クレール・アラン | ミシェル・プラッソン トゥールーズ・キャピトル国立管弦楽団 トゥールーズ・キャピトル劇場合唱団 オルフェオン・ドノスティアラ | CD: EMI ASIN: B000031X3K                                                      |
| 2002 | キャスリーン・ターピン ウィリアム・クレメンツ イアン・ファリントン               | クリストファー・ロビンソン ケンブリッジ・セント・ジョンズ・カレッジ聖歌隊 ジョン・トッド(チェロ)                          | CD: Regis Records ASIN: B003SCT85A 合唱とオルガン、チェロ版                   |
| 2005 | クレア・ウィルキンソン ヘンリー・ハーフォード マーク・ウィリアムズ               | ダニエル・マーロウ ケンブリッジ・トリニティ・カレッジ合唱団 キャサリン・ドーソン(チェロ)                                  | CD: Chandos ASIN: B00005MSOE 合唱とオルガン、チェロ版                         |
| 2005 | マレーナ・エルンマン ウッレ・ペーション マティアス・ウェイガー                   | フレドリック・マルムバーグ スウェーデン放送合唱団                                                                         | CD: BIS ASIN: B000CEGXLE オルガン伴奏版                                       |
| 2006 | 加納悦子 三原剛 鈴木雅明                                                         | 堀俊輔 東京交響楽団 東響コーラス                                                                                          | CD: ナミ・レコード ASIN: B000RO53TW                                           |
| 2007 | ペネロープ・ターナー アルノー・マルフリート ブノワ・メルニエ                     | ギィ・ヤンセンス ラウダンテス・コンソート                                                                                 | CD: Cypres ASIN: B01G4DMHMK オルガン伴奏版                                    |
| 2010 | キルステン・ソレック リチャード・リッポルド フレデリック・テアルド               | ジョン・スコット ニューヨーク五番街・聖トーマス男声合唱団・少年合唱団                                                     | CD: RESONUS ASIN: B076KXBJ3M 合唱とオルガン版                                 |
| 2016 | パトリシア・バルドン アシュリー・リッチーズ                                      | スティーヴン・クレオバリー エイジ・オブ・インライトゥメント管弦楽団 ケンブリッジ・キングズ・カレッジ合唱団                | CD: Choir Of King's Coll ASIN: B01HSFG6E8 室内オーケストラ版                  |
| 2019 | マグダレーナ・コジェナー                                                         | ロビン・ティチアーティ ベルリン・ドイツ交響楽団 ベルリン放送合唱団                                                        | CD: Ondine ASIN: B07TNVWYVC バリトン独唱は合唱の バス・パートにより歌われる。 |